# A méhek világnapja
A méhek világnapja május 20.
Az Egyesült Nemzetek Szervezete Élelmezésügyi és Mezőgazdasági Világszervezete három évig vizsgálta a méhek világnapjának kijelölését kezdeményező szlovéniai beadványt, míg végül 2017. decemberi közgyűlésén elfogadta. A méhek világnapját első ízben 2018. május 20-án ünnepelték.
A dátum magyarázata: 1734. május 20-án született az európai méhészet kiemelkedő alakja, az első osztrák méhészeti iskola egykori vezetője, Anton Janša. Az ő méhészeti munkásságának állít emléket az, hogy születésnapja lett a méhek világnapja.